# Mauna Iki Trail
Le Mauna Iki Trail est un sentier de randonnée des États-Unis situé à Hawaï, sur le Kīlauea, dans le district de Kaʻū du comté d'Hawaï.

## Parcours
D'une longueur totale de 11,2 kilomètres, il part du camping de Kulanaokuaiki à 975 mètres d'altitude et mène au sommet du Mauna Iki à environ 922 mètres d'altitude en se dirigeant vers l'ouest,. Il est connecté à la Hilina Pali Road à son extrémité orientale et se dirige vers l'ouest,. Il grimpe en pente douce vers une petite colline où il atteint le point culminant de son parcours à environ 980 mètres d'altitude. Il redescend ensuite en direction du Cone Crater, passe aux pieds des Twin Pit Craters puis du Puʻu Koaʻe et rejoint le Kaʻū Desert Trail arrivant du nord-est au bout de 10,1 kilomètres,,. Ces deux itinéraires partagent le même sentier pendant 1,1 kilomètre,. Vers le milieu de ce tronçon, le point le plus bas du Mauna Iki Trail est atteint avec environ 905 mètres d'altitude. Le sentier se termine par la courte ascension du Mauna Iki jusqu'au croisement de sentiers, le Kaʻū Desert Trail continuant vers le sud-ouest et le Footprints Trail, branche annexe du Kaʻū Desert Trail, arrivant du nord-est,,.